# Callosa de Segura
Callosa de Segura község Spanyolországban, Alicante tartományban. Lakosainak száma 19 658 fő (2024). Callosa de Segura Catral, Cox, Crevillent, Granja de Rocamora, Orihuela, Redován és San Isidro községekkel határos.

## Testvértelepülések
- Torrevieja
- Sommières
- San Adrián

## Népesség
A település lakosságának változását az alábbi diagram mutatja:
| Lakosok száma | 15 573 | 16 471 | 17 366 | 17 924 | 17 979 | 18 079 | 18 497 | 19 038 | 19 273 | 19 658 |
|               | 2001   | 2004   | 2006   | 2009   | 2011   | 2014   | 2016   | 2019   | 2021   | 2024   |